# 米子市日吉津村中学校組合立箕蚊屋中学校
米子市日吉津村中学校組合立箕蚊屋中学校（よなごしひえづそんちゅうがっこうくみあいりつ みのかやちゅうがっこう）は、鳥取県米子市下新印にある県内唯一の組合立中学校。
西伯郡日吉津村は村内に中学校を設置せず、米子市と一部事務組合を組んで、組合立中学校の経営に関わっている。

## 沿革
- 1970年（昭和45年）4月1日 - 米子市立箕蚊屋第一中学校、米子市日吉津村中学校組合立箕蚊屋第二中学校を名目統合。
- 1973年（昭和48年）4月1日 - 実質統合。

## 部活動

### 運動部
- 野球部
- サッカー部
- ソフトボール部
- ソフトテニス部（男・女）
- 陸上部
- 卓球部（男・女）
- バレーボール部（男・女）
- 柔道部（2021年度廃部）
- バドミントン部（男・女）
- バスケットボール部(男・女)
- 水泳部
- 剣道部

### 文化部
- 吹奏楽部
- 美術部
- 創作活動部

## 校区
以下の小学校の通学区域。
- 米子市立箕蚊屋小学校
- 米子市立伯仙小学校
- 日吉津村立日吉津小学校

### アクセス
JR伯耆大山駅より南へ徒歩約15分

## 著名な卒業生
- 塚野真樹（サッカー選手）
- 舞立昇治（参議院議員）